# Protoanemonin
Protoanemonin, (andra namn anemonol och ranunculol)
är en lättflyktig vätska, som kan bildas ur många ranunculusväxter. 
Dessa växter innehåller naturligt ranunculin. När en växtdel bryts, och dess innehåll av ranunculin, som är instabilt, kommer i kontakt med luft eller vatten, bryts detta ämne ned till bl a protoanemonin, som är giftigt.
Om protoanemonin kommer i kontakt med hud eller slemhinnor uppstår en svidande rodnad, som kliar, och det kan bildas blåsor.
Smakar bittert, och när det svalts påverkas i första hand mun och matstrupe, ty dessa är ju  slemhinnor, och när ämnet nått magsäcken kan det orsaka känsla av förestående kräkning, fullbordad kräkning, svimning, muskelryckningar (spasmer), gulsot eller förlamning.

## Sönderfallskedja
|                                            | Ranunculin    |
| ↓ Glukos                                   |               |
|                                            | Protoanemonin |
| ↓ Dissociation (Luft- eller vattenkontakt) |               |
|                                            | Anemonin      |
| ↓ Hydrolys                                 |               |
|                                            | Anemoninsyra  |